# Jacques Camatte
Jacques Camatte (* 18. Februar 1935 in Plan-de-Cuques; † 19. April 2025 in Cajarc) war ein französischer Schriftsteller und linkspolitischer Theoretiker.
Er war eine Zeit lang Marxist und Mitglied der Internationalen Kommunistischen Partei, einer hauptsächlich italienischen linkskommunistischen Organisation unter dem Einfluss von Amadeo Bordiga. Nach dem Tod Bordigas und den Ereignissen des Mai 1968 in Frankreich näherten sich seine Überzeugungen den Tendenzen des Anarcho-Primitivismus, der Kommunisierung und des Akzelerationismus an.
Camatte starb am 19. April 2025 im Alter von 90 Jahren.

## Zeitschrift Invariance
Camatte war Gründer und Herausgeber der Zeitschrift Invariance. Diese entstand aus der italienischen linkskommunistischen Tradition, die mit Amadeo Bordiga verbunden ist, und trug ursprünglich den Untertitel „Die Unveränderlichkeit der Theorie des Proletariats“, was auf Bordigas Vorstellung von der unveränderlichen Natur der kommunistischen Theorie hinweist. Invariance trug dazu bei, unbekannte und obskure Texte der kommunistischen Linken (Bordiga und die italienische Linke, Herman Gorter und Anton Pannekoek von der niederländisch-deutschen Linken sowie viele andere, darunter Georg Lukács und Sylvia Pankhurst) in das Bewusstsein der 68er Generation zu rücken. Sie spielte auch eine bedeutsame Rolle bei der Auflösung von Räteorganisationen wie ICO in Frankreich und Solidarity im Vereinigten Königreich.
Um 1972–1975 brach sie jedoch mit vielen Lehren des Bordigismus und des Marxismus an sich und vertrat die Auffassung, dass es nach dem Mai 1968 für die Arbeiterklasse kein Potenzial mehr gab, der Herrschaft des Kapitals durch Revolution zu entkommen. Stattdessen vertrat sie die Auffassung, dass die Menschheit selbst durch die Herrschaft des Kapitals „domestiziert“ worden sei und die einzige Lösung darin bestehe, „diese Welt zu verlassen“ – eine Ansicht, die Fredy Perlman, John Zerzan und andere bei der Entwicklung des Anarcho-Primitivismus beeinflusste. Dieser radikale Richtungswechsel veranlasste viele seiner Kritiker zu der Feststellung: „Nichts variiert mehr als die Invariance“.